# Micoud
Micoud är en kvartershuvudort i Saint Lucia. Den ligger i kvarteret Micoud, i den sydöstra delen av landet. Micoud ligger 11 meter över havet och antalet invånare är 3 406. Den ligger på ön Saint Lucia.
Terrängen runt Micoud är kuperad åt nordväst, men österut är den platt. Havet är nära Micoud åt sydost.